# Ute Knie
Ute Knie (* 1. Februar 1950 in Schlierbach (Brachttal)) ist eine feministische evangelische Theologin und Pädagogin, die maßgeblich zur Frauenbewegung in der Evangelischen Kirche in Hessen und Nassau und zur Gleichberechtigung von Mann und Frau beitrug.

## Leben und Wirken

### Ausbildung
Ute Knie studierte von 1968 an in Frankfurt am Main, Berlin und Marburg. 1973 legte sie ihren akademischen Grad Magistra Artium in Historischer Theologie und Pädagogik an der Freien Universität Berlin ab. 1976 folgt das Erste, 1978 das Zweite Theologische Examen.

### Arbeit und Engagement
Von 1980 bis 1990 war sie Pfarrerin der evangelisch-lutherischen Zachäusgemeinde in Frankfurt am Main (heute Paul-Gerhardt-Gemeinde). Sie gehörte zur kirchenpolitischen Gruppe Frauen-Frieden, engagierte sich für Abrüstung, gegen Rassismus und Apartheid und engagierte sich in der Protestwelle Frauenarbeitsstelle.
Von 1990 bis 2001 arbeitete Ute Knie als Dozentin für Theologische Fortbildung und stellvertretende Direktorin im Burckhardthaus in Gelnhausen, dem damaligen zentralen Fortbildungsinstitut der Evangelischen Kirche in Deutschland für Jugend-, Kultur- und Sozialarbeit. Sie leitete dort Bibliodrama-Ausbildungen und internationale Bibliodramakongresse, Theologische Fortbildungen und den Bereich Feministische Liturgie. In Kooperation mit dem Frauenstudien- und Bildungszentrum der EKD in Gelnhausen entwickelte sie mit Herta Leistner und Gisela Matthiae Langzeitfortbildungen in Feministischer Liturgie und Feministischer Theologie.
In Kooperation mit diesem Frauenstudien- und Bildungszentrum wurde die Erste Deutsche Frauensynode in Gelnhausen durchgeführt. Anschließend leitete sie das neugegründete Zentrum Bildung der Evangelischen Kirche Hessen und Nassau in Darmstadt mit den Bereichen Kindertagesstätten, Jugendarbeit und Erwachsenenbildung. 2003 veranstaltete Ute Knie den Bildungskongress Religiöse Bildung – Anerkennung leben und organisierte Bildungs-Talks in Darmstadt. 2006 wurde Knie Leiterin der Evangelischen Stadtakademie in Frankfurt am Main. Sie prägte den Markennamen Römer 9 und machte damit eine zentrale Stelle des Protestantismus in der Mitte von Frankfurt sichtbar.
Dabei förderte sie die Zusammenarbeit der Evangelischen Stadtakademie mit der Evangelischen Akademie Arnoldshain zur Evangelischen Akademie Frankfurt und deren Zusammenschluss, der 2012 erfolgte. Sie arbeitete als stellvertretende Direktorin, bis sie vor dem Umzug der neuen Akademie in den Ruhestand verabschiedet wurde. Sie wolle die Umbauphase für ihren Abschied nutzen, sagte Ute Knie. Seit 2013 engagiert sich Ute Knie in der Arbeit mit Geflüchteten. Sie unterstützt ehrenamtlich den Verein Berami in Frankfurt am Main, anfangs bei Projekten zum Bleiberecht für Geflüchtete. Seit 2015 ist Ute Knie im Kuratorium des Online-Magazins Faust Kultur.

### Einsatz für feministische Theologie
In den Jahren 1976 bis 1990 engagierte sich Ute Knie in der Fortbildung von Pfarrerinnen. Zudem ist sie initiativ für die ersten Werkstätten Feministische Theologie in der EKHN. 1984 veröffentlichte sie einen Reader zum Thema Feministische Theologie in der Erwachsenenbildung. 1985 koordinierte sie mit Andrea Braunberger-Myers und Irene Dannemann das Netzwerk Frauen in der Kirche. Darin fanden Initiativgruppen und engagierte Frauen einen Ort für regelmäßigen Austausch.
1987 veröffentlichte sie gemeinsam mit Hanne Köhler und Hildburg Wegener u. a. die Publikation Gerechte Sprache in Gottesdienst und Kirche mit Bibeltexten zum Frankfurter Kirchentag in frauengerechter Sprache. In dieser Publikation wurden Leitlinien zu Inklusiver Sprache, verschiedenen Gottesanreden, Gebeten und die Bibeltexte in frauengerechter Sprache veröffentlicht. Unter anderem wurden patriarchale Bibelübersetzungen geändert, in denen für Gott ausschließlich männliche Begriffe wie Herr oder Vater genannt werden. Daraus resultierte das Projekt  Bibel in gerechter Sprache.
1989 veröffentlichte Ute Knie in dem Buch Aufbruch der Frauen den Text Der Einfluss der Pfarrerinnen auf das Verständnis vom Pfarramt – Haben Frauen die Kirche verändert?. Darin reklamiert sie frauendiskriminierende Bemerkungen in den Gemeinden sowie arbeitsrechtlich unzulässige Fragen in Vorstellungsgesprächen. Sie fordert auch die Aufgabe von patriarchalen Machtstrukturen in der Kirche.

### Gründung des Online-ProjektsFrauenbewegung der EKHN
Um den Anteil von Artikeln zur Frauengeschichte zu steigern, gründete Ute Knie im Jahr 2016 gemeinsam mit Helga Engler-Heidle das Projekt Frauengeschichte im Internet. Dabei wird über die jeweils ersten Frauen im Pfarramt und in Leitungsfunktionen in der Evangelischen Kirche berichtet. Zudem wird die intersektionale Frauengeschichte durch unterschiedliche religiöse und kulturelle Kontexte deutlich, um damit zu beginnen, die Zweite Frauenbewegung in der Evangelischen Kirche in Hessen und Nassau zu dokumentieren. Ein Anlass dazu war für Ute Knie die Einführung der Friedenspfarrerin Sabine Müller-Langsdorf. Für die Einrichtung dieser Friedenspfarrstelle in der EKHN haben Ute Knie und die Initiativgruppe Frauen-Frieden gekämpft. Über dieses für die EKHN bedeutende Ereignis wurde aber nichts dokumentiert.

## Würdigung
Der Kirchenpräsident der Evangelischen Kirche in Hessen und Nassau, Volker Jung, bezeichnete Ute Knie als kreative Theologin, kollegiale Pfarrerin und kompetente Managerin, die eine große menschliche Wärme ausstrahle. Vor allem habe sie sich für die Belange der Frauen in der Kirche und die feministische Theologie eingesetzt. Die frühere Vorstandsvorsitzende des Evangelischen Regionalverbands in Frankfurt, Esther Gebhardt, würdigte vor allem Knies Arbeit für die Evangelische Akademie Frankfurt. Sie habe die Chancen erkannt, die der Zusammenschluss zwischen Römer 9 und der Evangelischen Akademie in Arnoldshain geboten habe, und am Konzept der neuen Einrichtung engagiert mitgearbeitet. Der neuen Evangelischen Akademie Frankfurt habe sie dadurch ein Gesicht gegeben.
Helga Engler-Heidle und Ute Knie wurden 2019 gemeinschaftlich mit dem Leonore-Siegele-Wenschkewitz-Preis für  das kirchliche Projekt Frauenbewegung in der EKHN online ausgezeichnet.

## Werke
- Ute Knie, Herta Leistner (Hrsg.): „Laß hören deine Stimme“. Werkstattbuch Feministische Liturgie. Gütersloh 1999, ISBN 3-579-03097-3.
- Ute Knie: Ökofeministische Schöpfungsliturgie, in: Herta Leistner (Hrsg.): „Laß spüren Deine Kraft“. Feministische Liturgie, Grundlagen – Argumente – Anregungen. Gütersloh 1997, S. 164–170, ISBN 3-579-00544-8.
- Ute Knie, Heidi Rosenstock, Eva Renate Schmidt: Hört die Frauen. 1. Mose 1, 1-2,4a. Frauenforum Kirchentag 1987, in: Eva Renate Schmidt (Hrsg.): Feministisch gelesen, Band 1. Stuttgart 1989, S. 209ff., ISBN 3-7831-0909-4.
- Ute Knie: Der Einfluss der Pfarrerinnen auf das Verständnis vom Pfarramt. Haben Frauen die Kirche verändert?, in: Birgit Janetzky, Esther Mingram, Eva Pelkner (Hrsg.): Aufbruch der Frauen – Herausforderungen und Perspektiven feministischer Theologie. Münster 1989, S. 177–184, ISBN 3-923792-36-0.
- Heiko Rohrbach, Gesine Hefft, Ute Knie/Arbeitsstelle für Erwachsenenbildung in Kurhessen und Waldeck (Hrsg.): Ausgangspunkte – Ein theologischer Basiskurs. Was Frauen und Männer die feministische Theologie angeht. Kassel 1989 (keine ISBN).
- mit Helga Engler-Heidle (Hrsg.): Frauenbewegung  in der EKHN. Begleitpublikation zur „Frauenbewegung online“. Darmstadt 2020, ISBN 978-3-87390-431-6, und Frankfurt am Main 2020, ISBN 978-3-922179-57-3.